# Baptiste Androuet du Cerceau
Pour les articles homonymes, voir Androuet du Cerceau.

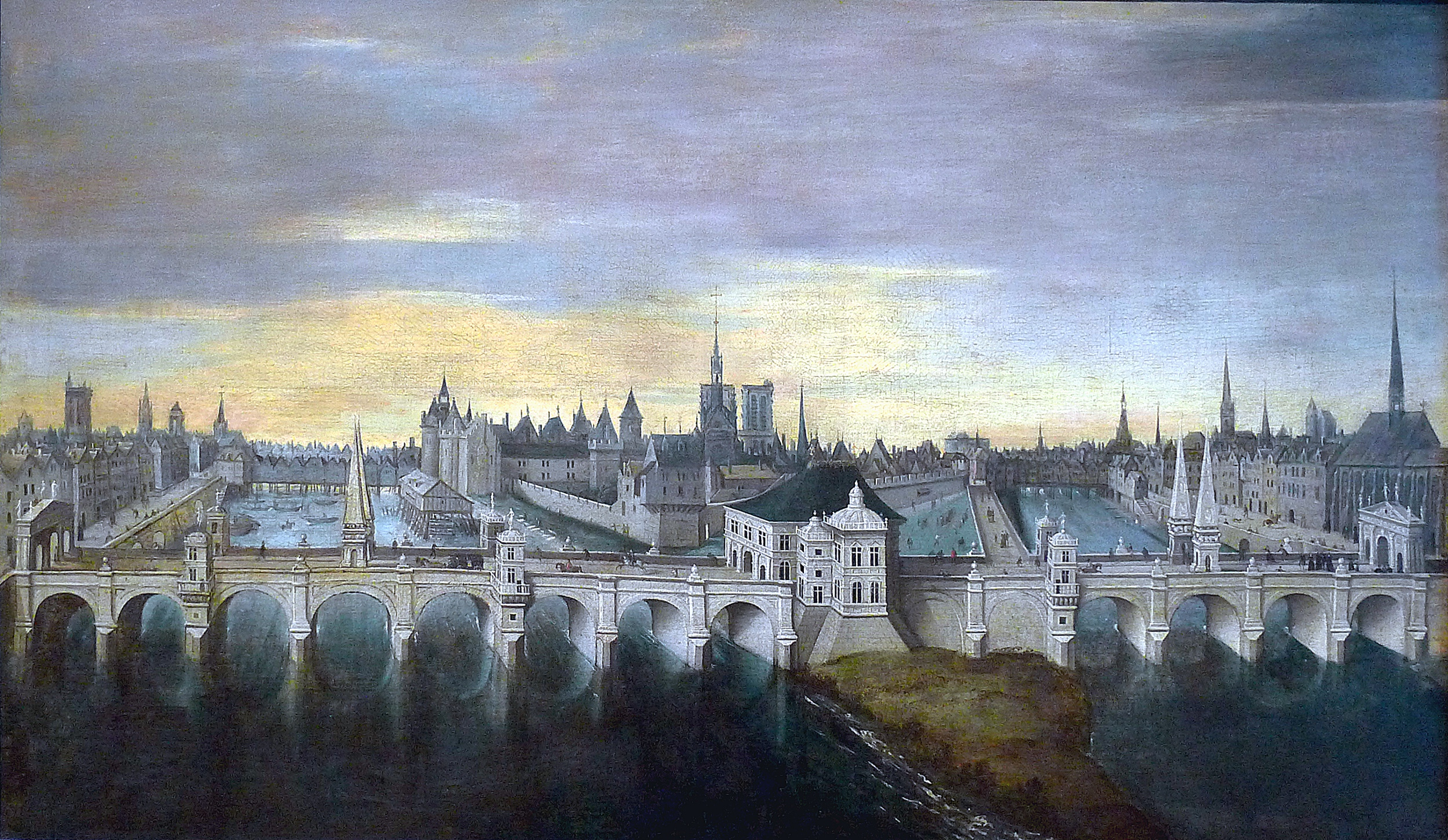
École française. Projet pour le Pont Neuf (env. 1577). Musée du Carnavalet (à l’origine, il devait porter des maisons)

Baptiste Androuet du Cerceau (1544 - 1602), est un architecte français, fils de Jacques Ier Androuet du Cerceau et frère de Jacques II Androuet du Cerceau.

## Biographie
Bien que protestant, il devient l'architecte favori du roi Henri III. En 1578, il est nommé architecte de tous les bâtiments royaux en France.
Il acquit à Paris, en 1584, une maison construite par Christofle Lemercier sur un terrain qui s'étendait à la limite occidentale du Petit Pré-aux-Clercs formée par la Petite Seine et la ruelle du même nom (actuelle rue Bonaparte) de l'angle de l'ancienne rue du Colombier (rue Jacob) à celui de l'ancienne rue des Marais-Saint-Germain (rue Visconti). Après sa mort, Marguerite Raguidier, sa veuve, revendit cette maison le 23 mars 1602 à Jacques II Androuet du Cerceau, frère cadet du défunt.
Face à la montée en puissance de la Ligue, il fait le choix de rester fidèle à sa religion et en 1585, il quitte la Cour et abandonne sa maison parisienne. Malgré sa religion, il continue de travailler pour des grands seigneurs catholiques.